# Australopelopia prionoptera
Australopelopia prionoptera är en tvåvingeart som beskrevs av Peter Scott Cranston 2000. Australopelopia prionoptera ingår i släktet Australopelopia och familjen fjädermyggor. Inga underarter finns listade i Catalogue of Life.